# Sverre Marstrander
Sverre Marstrander (Oslo, 24 ottobre 1910 – 20 settembre 1986) è stato un archeologo norvegese.

## Biografia
Marstrander nacque a Oslo, in Norvegia. Conseguì la laurea magistrale in Archeologia classica presso l'Università di Oslo nel 1937. Lavoro con la Royal Norwegian Society of Sciences and Letters a Trondheim (1948-1968). Marstrander divenne professore di archeologia nordica presso l'Università di Oslo nel 1968. Contemporaneamente divenne direttore del Museo delle Antichità dell'Università di Oslo (Oldsaksamlingen) e rimase in carica fino al 1980. I suoi studi più importanti furono sulle incisioni rupestri norvegesi dell'età del bronzo, stesso argomento che portò nel suo dottorato.